# Conjecture d'Euler
La conjecture d'Euler est une conjecture mathématique de théorie des nombres, réfutée, mais qui a été originellement proposée par le mathématicien suisse Leonhard Euler en 1772,, et qui s'énonce de la façon suivante :
En d'autres termes, et de manière plus formelle :

## Historique
Euler percevait cet énoncé comme une généralisation de la conjecture de Fermat, à savoir que pour tout entier {\displaystyle n} supérieur ou égal à 3, la somme de deux puissances {\displaystyle n}-ièmes n'est pas une puissance {\displaystyle n}-ième. Les deux énoncés coïncident pour {\displaystyle n} = 3. Euler ajouta que « exactement comme il n'existe pas de cubes dont la somme ou la différence soit un cube, il est certain qu'il est impossible  de trouver trois puissances quatrièmes dont la somme soit une puissance quatrième, mais qu'au moins quatre puissances quatrièmes sont nécessaires pour que la somme soit une puissance quatrième, bien que personne n'ait été capable jusqu'à présent de produire ces quatre puissances. De la même façon, il semblerait impossible de trouver quatre puissances cinquièmes dont la somme soit une puissance cinquième, et de même pour les puissances supérieures. »
La conjecture d'Euler fut infirmée par L. J. Lander et T. R. Parkin en 1966 grâce au contre-exemple suivant :
{\displaystyle 27^{5}+84^{5}+110^{5}+133^{5}{=}144^{5}.}
En 1988, Noam Elkies trouva même une méthode pour construire des contre-exemples lorsque {\displaystyle n} = 4. Son plus simple contre-exemple fut le suivant :
{\displaystyle 2682440^{4}+15365639^{4}+18796760^{4}=20615673^{4}}.
Par la suite, Roger Frye trouva le plus petit contre-exemple possible pour {\displaystyle n} = 4 en utilisant, avec un ordinateur, des techniques suggérées par Elkies :
{\displaystyle 95800^{4}+217519^{4}+414560^{4}=422481^{4}}.
En 2020, aucun contre-exemple n'est connu pour {\displaystyle n\geqslant 6}.

## Sommes denpuissancesn-ièmes
Dans ce cas (correspondant à la résolution d'équations diophantiennes de la forme {\displaystyle a_{1}^{n}+\cdots +a_{n}^{n}=b^{n}}), il semble y avoir toujours des solutions non triviales, souvent en nombre infini.

### n= 2
On obtient les triplets pythagoriciens, par exemple {\displaystyle 3^{2}+4^{2}=5^{2}}, et plus généralement {\displaystyle (a^{2}-b^{2})^{2}+(2ab)^{2}=(a^{2}+b^{2})^{2}}.

### n= 3
33 + 43 + 53 = 63 (nombre de Platon 216) ;  c'est le cas correspondant à {\displaystyle a=1,b=0} de la formule due à Srinivasa Ramanujan :{\displaystyle (3a^{2}+5ab-5b^{2})^{3}+(4a^{2}-4ab+6b^{2})^{3}+(5a^{2}-5ab-3b^{2})^{3}=(6a^{2}-4ab+4b^{2})^{3}.}
On peut également paramétrer un cube comme somme de trois cubes par : {\displaystyle a^{3}(a^{3}+b^{3})^{3}=b^{3}(a^{3}+b^{3})^{3}+a^{3}(a^{3}-2b^{3})^{3}+b^{3}(2a^{3}-b^{3})^{3}} ou par {\displaystyle a^{3}(a^{3}+2b^{3})^{3}=a^{3}(a^{3}-b^{3})^{3}+b^{3}(a^{3}-b^{3})^{3}+b^{3}(2a^{3}+b^{3})^{3}.}
Anecdotiquement, le nombre 2 100 0003 peut être exprimé comme somme de trois cubes de neuf façons différentes.

### n= 5
195 + 435 + 465 + 475 + 675 = 725 (Lander, Parkin, Selfridge, le plus petit exemple, 1967)
215 + 235 + 375 + 795 + 845 = 945  (Lander, Parkin, Selfridge, le second plus petit, 1967)
75 + 435 + 575 + 805 + 1005 = 1075  (Sastry, 1934, le troisième plus petit)

### n= 7ou8
1277 + 2587 + 2667 + 4137 + 4307 + 4397 + 5257 = 5687  (M. Dodrill, 1999)
908 + 2238 + 4788 + 5248 + 7488 + 10888 + 11908 + 13248 = 14098  (S. Chase, 2000)

## Conjecture voisine
En 1967, Lander, Parkin et Selfridge ont conjecturé, que si {\displaystyle u,v\geqslant 1} et n > u + v, il n'existe pas d'entiers strictement positifs ai ≠ bj tels que
Cela impliquerait en particulier que